# USS Ethan Allen (SSN-608)
USS Ethan Allen (SSBN/SSN-608) – amerykański okręt podwodny z napędem jądrowym, jednostka wiodąca typu Ethan Allen - nazwany na cześć Ethana Allena. W latach 1961–1980 jako SSBN-608 przenoszący pociski balistyczne SLBM typu Polaris A-2, następnie Polaris A-3, w ramach systemu rakietowego Polaris-Poseidon. 1 września 1980 roku, został wycofany z systemu strategicznego odstraszania nuklearnego i przeklasyfikowany na okręt myśliwski (SSN-608). Służbę w marynarce amerykańskiej zakończył 31 marca 1986 roku.